# Frederick Spackman
Frederik 'Fred' George Spackman, dit F.G Spakman né en 1878 à Maidstone, dans le comté anglais du Kent, mort le 30 mai 1942 dans le quartier londonien de Bromley, est un footballeur amateur anglais. Avec l'Upton Park FC, il est champion olympique de football aux Jeux olympiques de 1900 à Paris.

## Biographie

### Carrière internationale
Spackman commence le football avec le Wandsworth FC, club amateur du sud de Londres. Il évolue ensuite avec les londoniens du Queens Park Rangers puis rejoint le Fulham FC au milieu de la saison de 1899-1900, en même temps que son frère Harry. Avec cet autre club londonien, il effectuera 53 apparitions en Souhern League, un championnat de clubs amateurs non-adhérents à la fédération nationale, devenant en 1903 le champion de la seconde division de la ligue. En 1900, il rejoint l'équipe d'Upton Park FC pour participer aux Jeux olympiques de Paris. L'équipe ne disputera qu'un seul match contre les amateurs du Club français, remporté 4-0. Le quotidien britannique The East Ham Echo qualifie alors Spackman de "joueur remarquable" parmi l'équipe anglaise.

### Autres aspects
En plus d'être un footballeur international, F.G Spackman est un excellent nageur, joueur de cricket et coureur. Joueur amateur, il travaille dans l'industrie du journalisme et est correcteur du prestigieux quotidien The Times jusqu'à sa mort en 1942.